# 杜英科
杜英科共包含12属约605种，主要分布在热带和亚热带地区，亚洲、美洲、澳洲和马达加斯加岛都有分布。中国有3属51种，主要分布在南方各省。
本科植物基本为常绿植物，有乔木也有灌木，单叶互生或对生，有托叶；花两性，通常排列成总状花序或圆锥花序，也有单性雌雄异株的。果实为核果、浆果或蒴果。
1981年的克朗奎斯特分类法将本科分入锦葵目，2003年的根据基因亲缘关系分类的APG II 分类法将其列入酢浆草目。